# Nazionali sudamericane di calcio
Le nazionali di calcio sudamericane sono le rappresentative calcistiche delle proprie nazioni, tutte geograficamente situate in Sud America e membri delle federazioni iscritte alla CONMEBOL. Partecipano a tutte le competizioni relative alla propria federazione continentale, come la Copa America che si tiene ogni 4 anni, e le qualificazioni ai mondiali di calcio.
Le federazioni di Guyana, Guyana Francese e Suriname fanno parte della CONCACAF.

## Nazionali CONMEBOL
| N° | Nazione   | Continente  | Federazione | Codice | FIFA | CONMEBOL      | Note |
| -- | --------- | ----------- | ----------- | ------ | ---- | ------------- | ---- |
| 1  | Argentina | America Sud | 1893        | ARG    | 1912 | 9 luglio 1916 |      |
| 2  | Brasile   | America Sud | 1914        | BRA    | 1923 | 9 luglio 1916 |      |
| 3  | Cile      | America Sud | 1895        | CHI    | 1913 | 9 luglio 1916 |      |
| 4  | Uruguay   | America Sud | 1900        | URU    | 1923 | 9 luglio 1916 |      |
| 5  | Paraguay  | America Sud | 1906        | PAR    | 1925 | 1921          |      |
| 6  | Perù      | America Sud | 1922        | PER    | 1924 | 1925          |      |
| 7  | Bolivia   | America Sud | 1925        | BOL    | 1926 | 1926          |      |
| 8  | Ecuador   | America Sud | 1925        | ECU    | 1926 | 1927          |      |
| 9  | Colombia  | America Sud | 1924        | COL    | 1936 | 1936          |      |
| 10 | Venezuela | America Sud | 1926        | VEN    | 1952 | 1952          |      |

## Nazionali CONCACAF
| N° | Nazione         | Continente  | Federazione | Codice | FIFA         | CONCACAF          | Note |
| -- | --------------- | ----------- | ----------- | ------ | ------------ | ----------------- | ---- |
| 1  | Guyana          | America Sud | 1902        | GUY    | 1968         | 18 settembre 1961 |      |
| 2  | Guyana francese | America Sud | 1962        | GYF    | Non iscritta | 1964              |      |
| 3  | Suriname        | America Sud | 1920        | SUR    | 1929         | 1965              |      |

## Selezioni CSANF
1. Aymara
2. Guaraní
3. Isola di Pasqua - membro speciale
4. Isole Juan Fernández
5. Likan Antai
6. Quechua

## Selezioni non CONMEBOL e CSANF
1. Fernando de Noronha
2. Galápagos
3. Georgia del Sud e Isole Sandwich Australi
4. Isla Margarita
5. Isola di Ascensione
6. Isole Falkland
7. Isole Magellane
8. Martín García
9. San Andrés y Providencia
10. Sant'Elena, Ascensione e Tristan da Cunha
11. Tristan da Cunha